# Corriere dei Piccoli
Corriere dei Piccoli (talijanski za "Kurir malih"), kasnije preimenovan u Corriere dei Ragazzi ("Dječji kurir") i nadimak Corrierino ("Mali kurir"), bio je tjedni časopis za djecu koji je izlazio u Italiji od 1908. do 1995. To je prvi talijanski časopis koji je redovito objavljivao stripove.

## Povijest objavljivanja
Corriere dei Piccoli osnovao je Luigi Albertini 1908. godine Prvo izdanje (24 stranice, 80.000 primjeraka) objavljeno je 27. prosinca 1908. a glavni urednik bio je Silvio Spaventa Filippi. Časopis je službeno bio dodatak za djecu Corriere della Sera, ali se također prodavao odvojeno za 0,10 lira. Na svom vrhuncu, časopis je prodavan u 700 000 primjeraka.
Do 1970. godine časopis je počeo imati financijskih poteškoća zbog rastućih troškova i konkurencije drugih časopisa i stripova. Osjetivši da je neobično ime djelomično krivo, izdavač je 1. siječnja 1972. preimenovao glavninu časopisa Corriere dei Ragazzi, jer su se nadali da će tako biti privlačniji tinejdžerima. Ime Corriere dei Piccoli je preživjelo kao naslov tankog dodatka publikacije namijenjenog mlađim čitateljima.

## Sadržaj
Kroz svoju povijest Corrierino je objavljivao materijale u mnogim žanrovima: priče u formatu stripa, ilustrirane priče i romane (obično u nastavcima od pola stranice do dvije stranice tjedno), obrazovni materijal, igrane kolumne, humor, vijesti, kritike, čitatelji slova, zagonetke, društvene igre i još mnogo toga.
Iako su stripovi ranije objavljivani u talijanskim dječjim časopisima - Il novellino je objavio američke primjere, uključujući, 1904., crtić Yellow Kid - Corriere je prvi koji ih je objavljivao redovito i prvi koji je objavljivao radove talijanskih crtača, kao i američke stripove. Tipično talijanski strip formatu uveden je Corrierino od svog prvog broja. Puna je stranica bila podijeljena u šest jednakih ploča, u tri reda. Umjesto tekstualnih balona (koji su se već koristili u SAD-u, ali su ih talijanski urednici smatrali obrazovno regresivnima), naraciju i dijalog pružali su osmoglasni rimovani stihovi ispod svake ploče, npr.:
| Qui comincia l'avventura   | "Ovdje započinje avantura  |
| Del Signor Bonaventura . . | gospodina Bonaventure. . " |

Vremenom je ovaj format ustupio mjesto stripovima s balonima, koji su, osim što su bili univerzalna norma izvan Italije, stvorili živahniju akciju i dijalog, a umjetnicima su dali više slobode u odabiru veličine ploče i rasporeda. Ipak, strip u ovom "talijanskom formatu" nastavio se pojavljivati sporadično tijekom života časopisa, najčešće ciljajući na mlađe čitatelje.

## Utjecaj
Osim predstavljanja stripova talijanskoj javnosti, Corrierino je uvelike utjecao na četiri generacije Talijana i odigrao je značajnu ulogu u karijeri mnogih talijanskih umjetnika i književnika, poput Giane Anguissole, Mina Milanija, Huga Pratta, Lina Penatija, Dina Battaglie, Alda Di Gennaro, Sergio Toppi, Mario Uggeri, Benito Jacovitti, Guido Buzzelli, Anna Franchi i mnogih drugih.

## Serija stripova
Stripovi koji su se pojavili u časopisu uključuju:
- Gli Aristocratici
- Bilbolbul
- Gianconiglio
- Italino
- Lady Love
- Lupo Alberto
- Marmittone
- Marzolino Tarantola
- Nick Carter
- L'Omino Bufo
- Pier Cloruro de' Lambicchi
- Pimpa
- Quadratino
- Re di Picche
- Signor Bonaventura
- Sor Pampurio
- Tarzanetto
- Zorry Kid